# Place Saint-Barthélemy
La place Saint-Barthélemy est une des plus anciennes places de Liège. 
On y trouve plusieurs anciens bâtiments : la collégiale Saint-Barthélemy qui abrite les Fonts baptismaux de Saint-Barthélemy, l'entrée arrière de l'ancienne préfecture du département de l'Ourthe (l'hôtel de Hayme de Bomal qui abrite maintenant l'administration de l'ensemble muséal Grand Curtius) et l'entrée arrière du palais Curtius. C'est également l'accès principal du Grand Curtius. On y trouve également la bibliothèque Ulysse Capitaine.

## Principaux bâtiments
- Grand Curtius
- Hôtel de Hayme de Bomal
- Hôtel Vander Maesen
- Collégiale Saint-Barthélemy de Liège
- Bibliothèque Ulysse Capitaine
- Bibliothèque du quartier

### Hôtel canoniaux
Les hôtels canoniaux de Saint-Barthélemy entouraient la place. Ils étaient érigés à la place actuelle des hôtels d'Ansembourg et de Hayme de Bomal, du palais Curtius, ainsi que sur le bâtiment privé no 6, datant du XVIIe siècle et qui fut rénové vers 2006.

## Art public

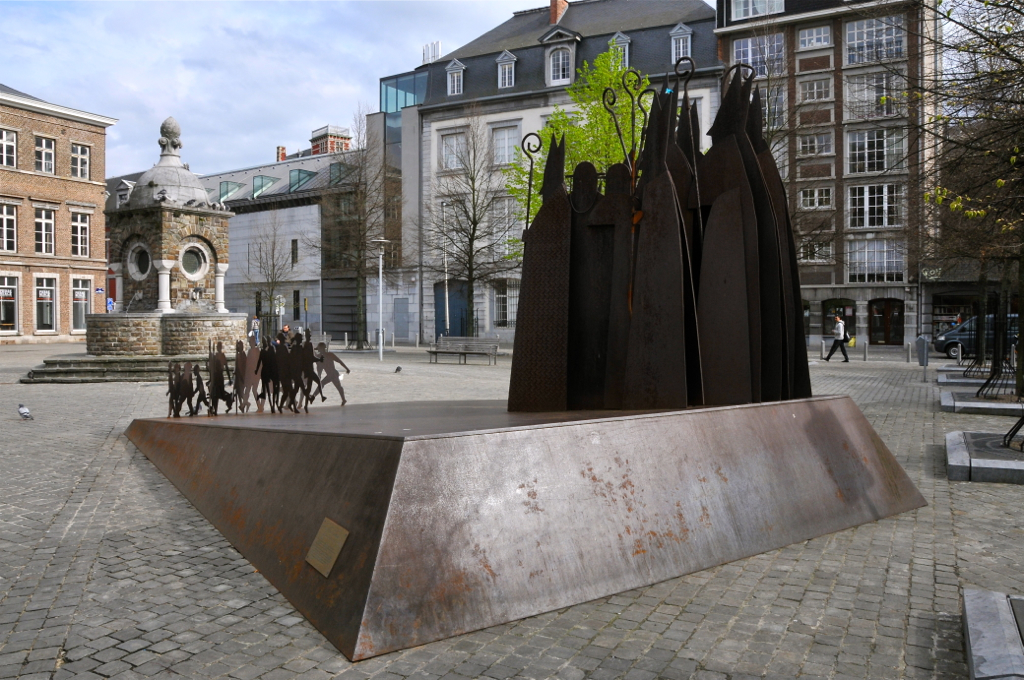
La fontaine Lambrecht et les Principautaires

### Fontaine Lambrecht
Cette fontaine est élevée à la mémoire de Dieudonné Lambrecht, fusillé par les Allemands en 1916. 
Les inscriptions mentionnent ses hauts-faits d'armes et ses distinctions militaires. Elles sont gravées sur les plaques de bronze de chaque oculus.
La fontaine est construite avec des matériaux provenant de l'ancienne cathédrale Saint-Lambert. 
Carrée, surmontée d'une coupole couronnée d'une pomme de pin, comme le perron, elle est entourée de quatre bassins semi-circulaires.

### Sculpture lesPrincipautaires
Cette œuvre en acier Corten est une commande du Groupe Cockerill-Sambre (ArcelorMittal, en 2006) à l'artiste Mady Andrien. Au sommet du plan incliné, le haut-clergé principautaire du prince-évêque, onze ecclésiastiques, hiératiques, vêtus de leur lourd manteau, arborant la crosse et la mitre, toisent les petits personnages qui, à leurs pieds et sous leur nez, effectuent une farandole, symbole de leur joie de vivre et du peu de respect de l’autorité. Cette œuvre monumentale réalisée en 1992 teintée d’humour célèbre les 175 ans de l’installation de son fondateur, l'Anglais John Cockerill, en terre liégeoise.

## Galerie

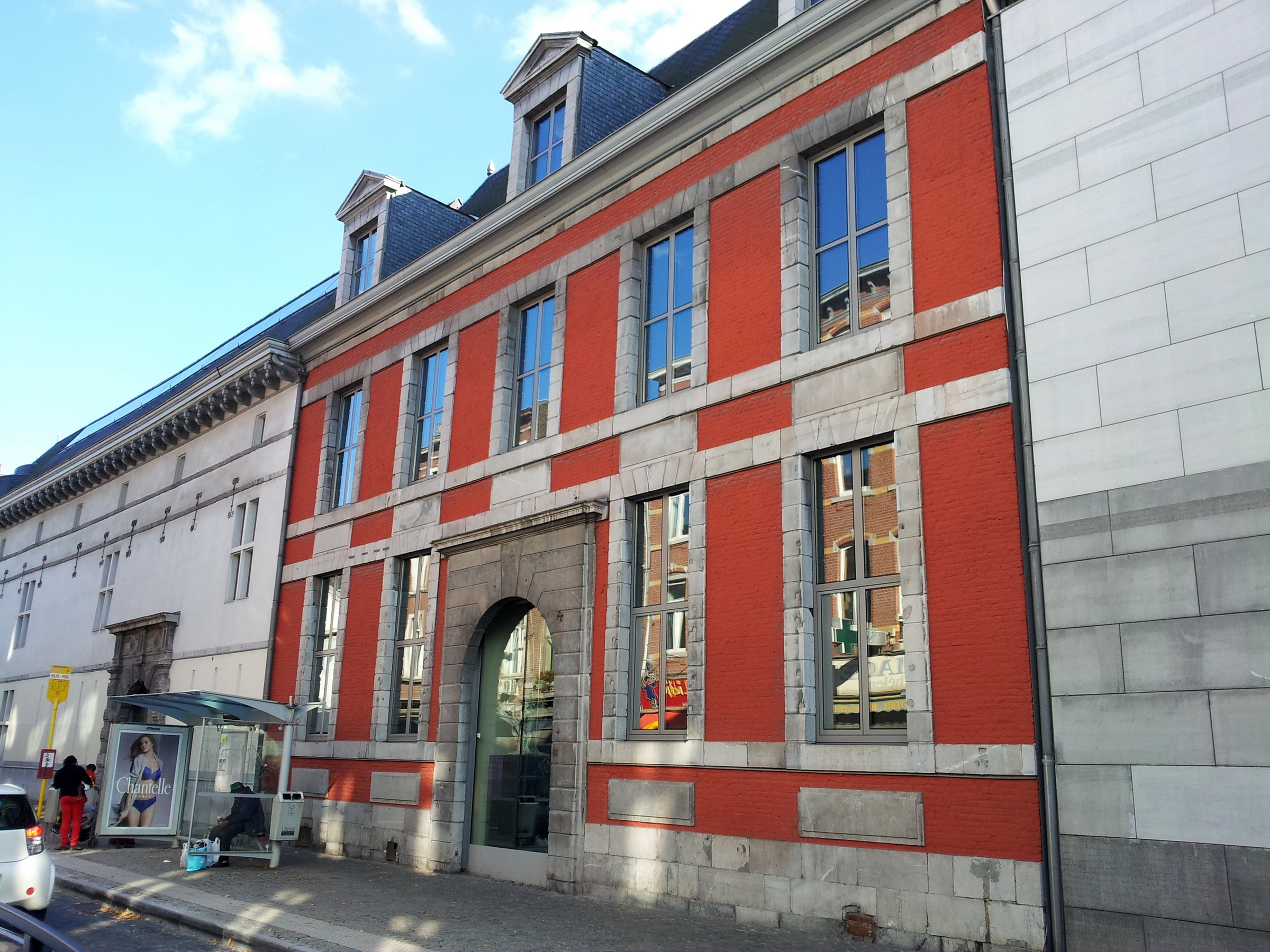
L'hôtel de Haxe intégré dans le complexe muséal Grand Curtius
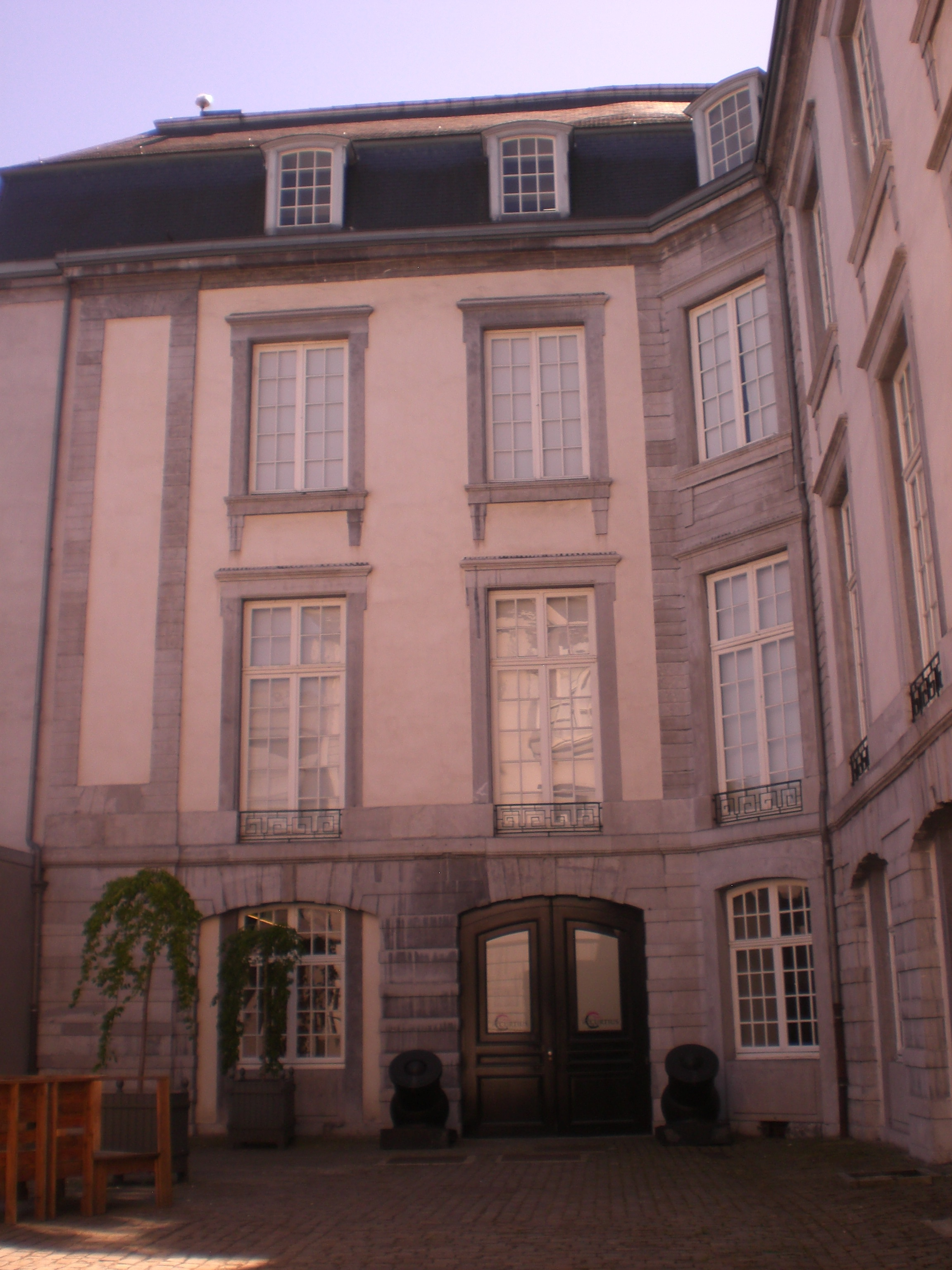
Cour intérieure de l'hôtel de Hayme de Bomal
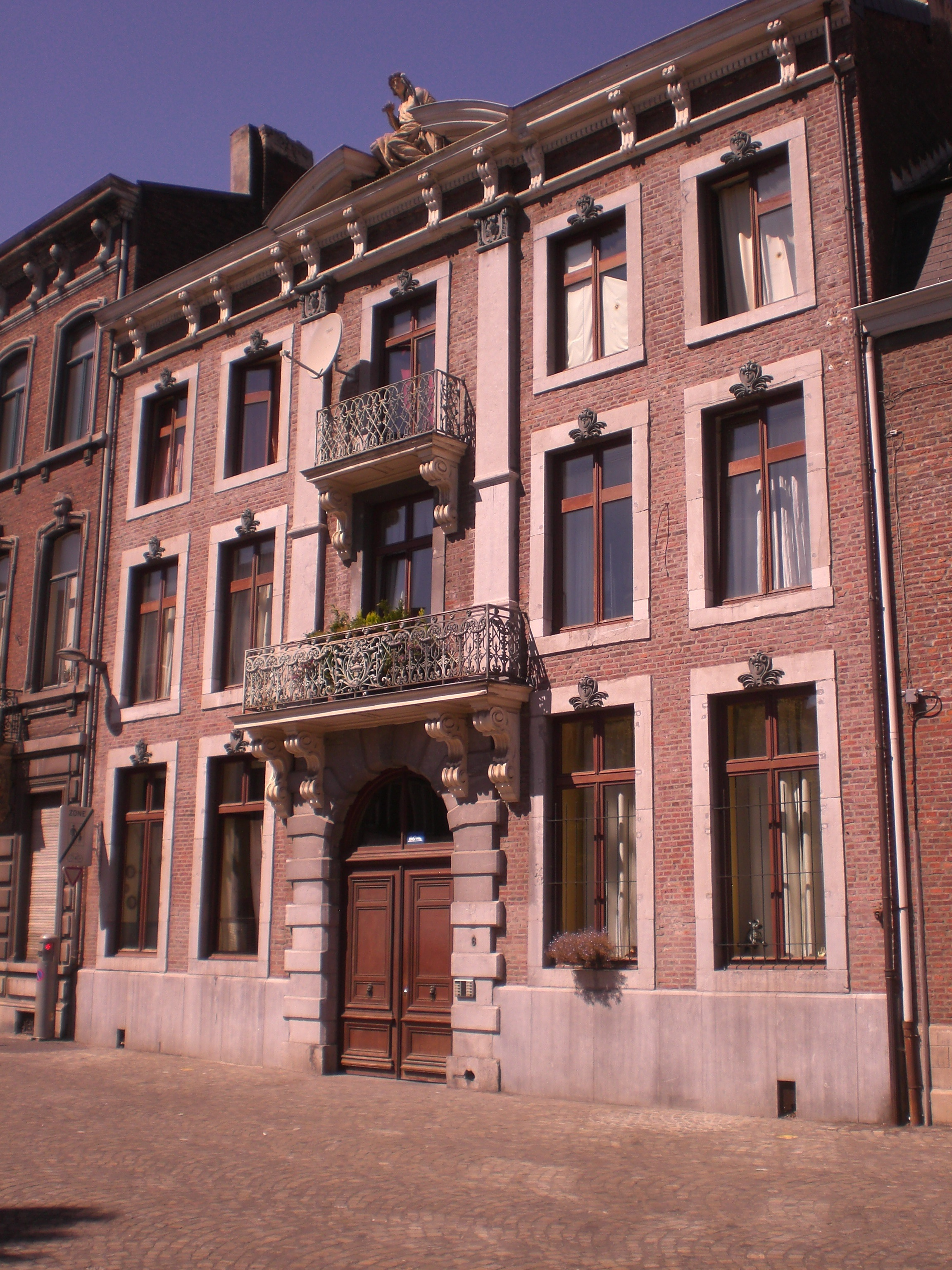
Ancien hôtel canonial de Saint-Barthélémy